# حسين أباد (مقاطعة دلفان)
حسين أباد (بالفارسية: حسین‌آباد) هي مستوطنة تقع في Nurabad Rural District في إيران. يقدر عدد سكانها بـ 318 نسمة .